# Tommy Whittle

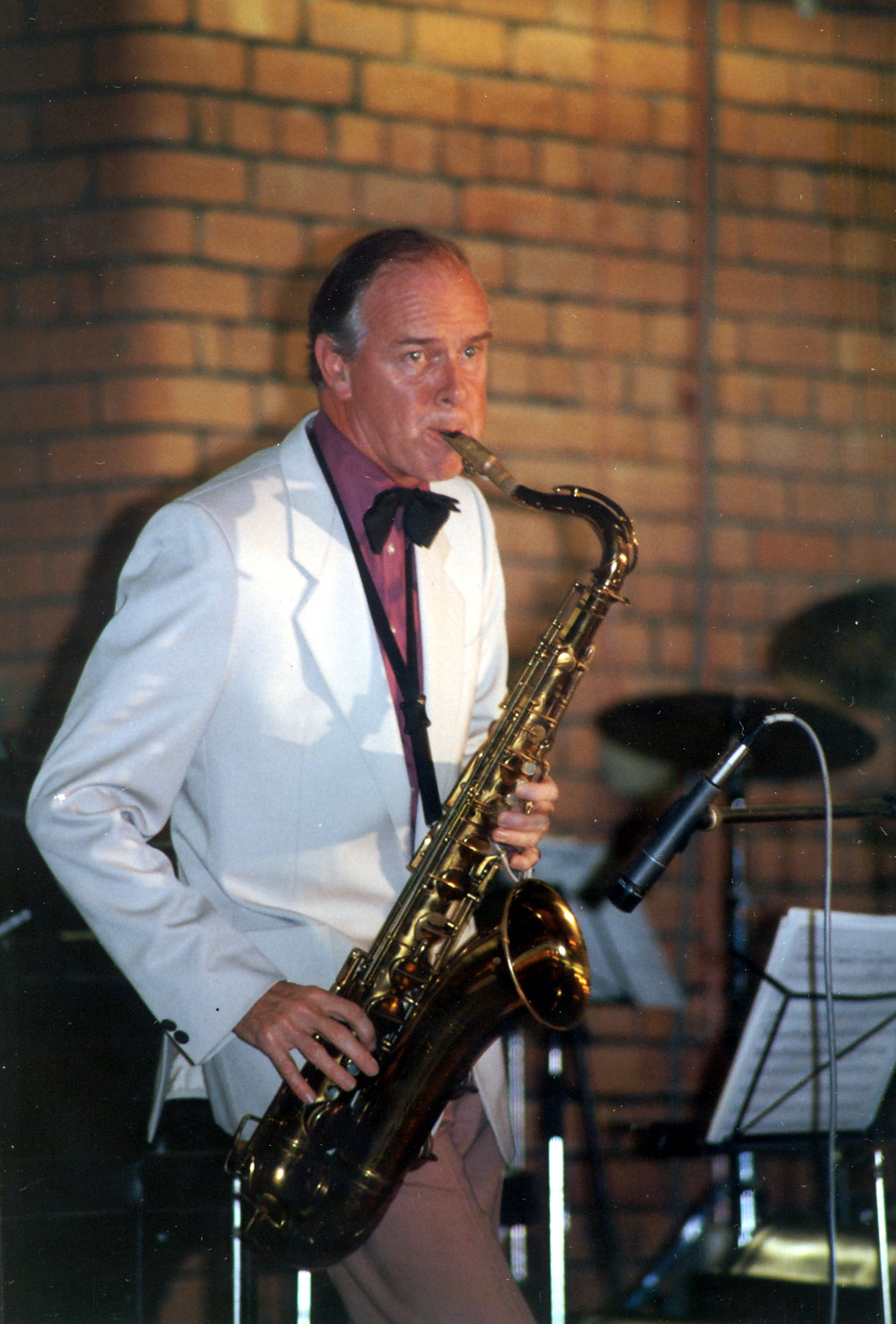
Tommy Whittle (1990)

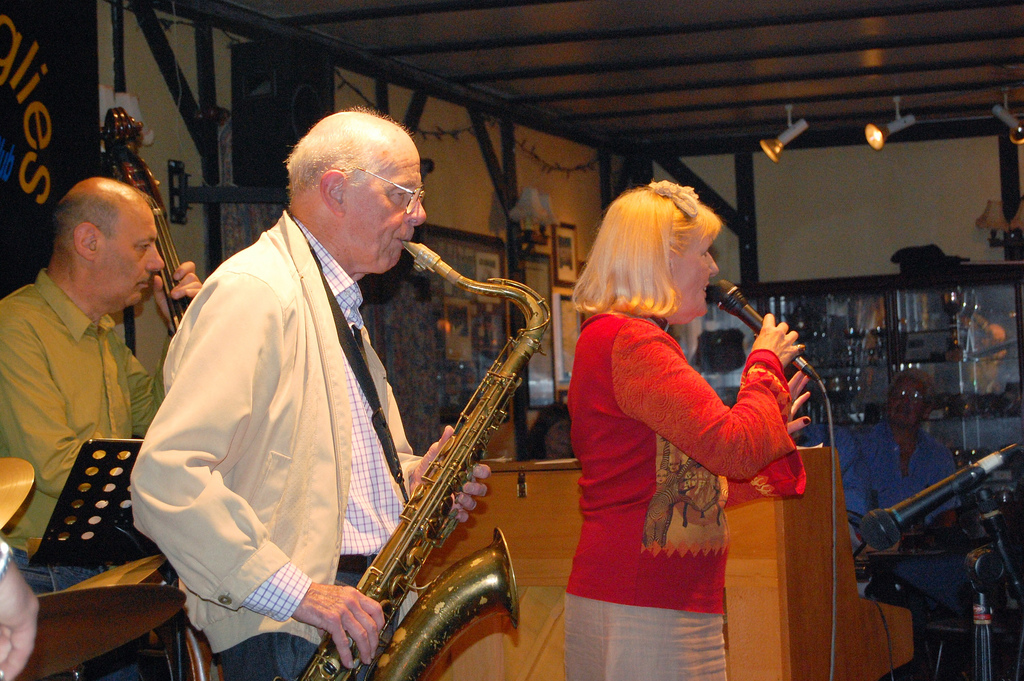
Tommy Whittle mit Barbara Jay (2008)

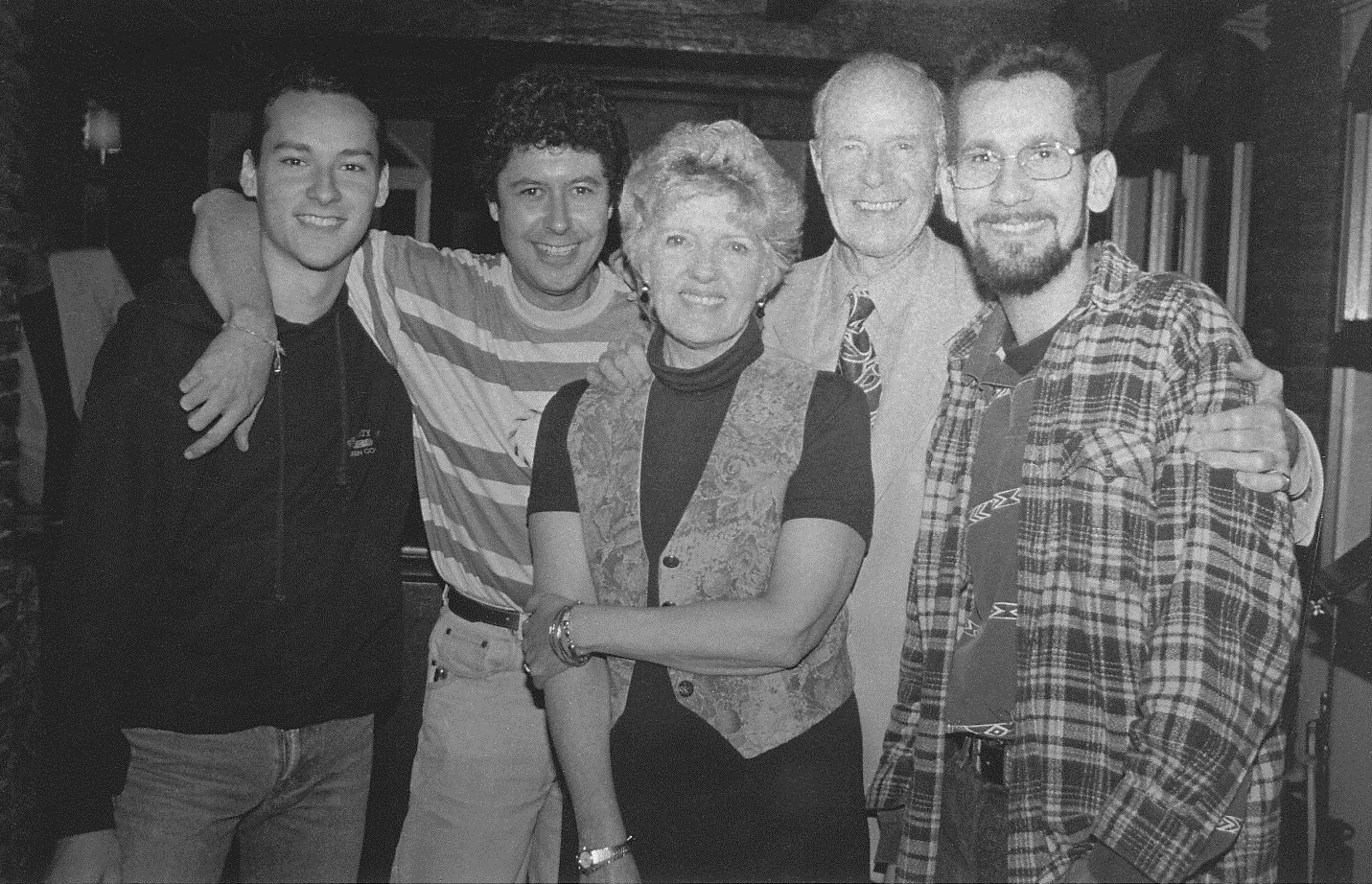
Tommy Whittle mit seiner Band in Málaga (Spanien) 1998

Tommy Whittle (* 13. Oktober 1926 in Grangemouth; † 13. Oktober 2013)  war ein britischer Jazzsaxophonist.

## Leben und Wirken
Whittle begann mit zwölf Jahren Klarinette zu spielen; ein Jahr später wechselte er auf das Tenorsaxophon. Seit 1943 spielte er im Tanzorchester von Claude Giddins. Er trat gelegentlich mit Lew Stone und Carl Barriteau auf; mit Johnny Claes trat er in dem Film George in Civvy Street (1945) auf. Dann gehörte dem Oktett von Harry Hayes an, mit dem er auch aufnahm. Von 1946 bis 1952 war er Mitglied des Orchesters von Ted Heath. Dann holte ihn Tony Kinsey in seine Combo. 1954 gründete er sein eigenes Quintett mit Harry Klein und Dill Jones und ging später mit einem Tentett auf Tournee. Auch war er mit eigenen Combos, zu denen Eddie Thompson, Brian Brocklehurst, Jackie Dougan oder Eddie Taylor gehörten, in Frankreich und den USA unterwegs. Aufnahmen entstanden auch mit Ralph Sharon, Jimmy Deuchar, Bill Le Sage, Johnny Dankworth oder den AllStars des Melody Maker, in dessen Polls er sowohl 1947 und 1954 ausgezeichnet wurde. 1955 wurde er im New Musical Express zum besten britischen Tenoristen gewählt.
Dann gehörte er der von Cyril Stapleton geleiteten BBC Show Band an, bei deren Radioauftritten er häufig als Solist herausgestellt wurde. Ab dem Beginn der 1960er Jahre war er für lange Jahre Mitglied des von Jack Parnell geleiteten ATV Orchestra, mit denen er Peggy Lee oder Bing Crosby begleitete, fand daneben aber auch Zeit für eigene Projekte, zu denen er Musiker wie Eddie Thompson, Harry Klein, Kenny Wheeler oder Joe Temperley holte. Später trat er mit der London Big Band von Laurie Johnson auf und tourte mit Benny Goodman, um dann wieder ein eigenes Quartett zu leiten, mit dem er auch seine Frau, die Sängerin Barbara Jay, begleitete. Auch leitete er die Pizza Express Allstars Jazz Band, mit denen er auch ein Album vorlegte. Er nahm auch mit George Chisholms Jazz Giants, Maxine Daniels, Don Lusher, Kenny Baker, Joe Williams, J. J. Johnson, Bob Wilber und George Shearing auf.
Whittle wurde 2005 für seine lebenslangen Verdienste um den britischen Jazz die Medaille der Worshipful Company of Musicians verliehen.

## Diskographische Hinweise
- Barbara Jay, Lee Gibson, Tina May: The Ella Fitzgerald Songbook Revisited (2000)
- Grace Notes (mit Keith Ingham, Jeff Green, Jim Richardson, Bobby Worth; 2003)